# ألانا حاييم
ألانا حاييم (بالإنجليزية: Alana Haim) هي موسيقية أمريكية، ولدت في 15 ديسمبر 1991.

## روابط خارجية
- ألانا حاييم على موقع IMDb (الإنجليزية)
- ألانا حاييم على موقع ميتاكريتيك (الإنجليزية)
- ألانا حاييم على موقع ميوزك برينز (الإنجليزية)
- ألانا حاييم على موقع أول ميوزيك (الإنجليزية)
- ألانا حاييم على موقع ديسكوغز (الإنجليزية)
- ألانا حاييم على موقع قاعدة بيانات الفيلم (الإنجليزية)